# Alfred Atton
Pour les articles homonymes, voir Atton (homonymie).
Alfred Atton, né à Gien (Loiret) le 10 juillet 1902 et mort le 13 juillet 1987 à Paris 16e, est un prélat français, évêque de Langres de 1964 à 1975.

## Biographie
Alfred Atton (Alfred, Joseph Atton pour l'état civil), né le 10 juillet 1902 est le fils d'Alfred Amable Théodore Atton et Marie Florentine Fouchard. Il meurt le 13 juillet 1987 à Paris.
Il fait une partie de sa scolarité au collège libre Saint-François-de-Sales à Gien, établissement fréquenté également par le général Massu.
Pendant quelque temps, il est le curé de la paroisse Saint Paterne d'Orléans,.

## Fonctions ecclésiastiques
Alfred Atton est ordonné prêtre le 28 juin 1925 à Orléans.
Consacré le 9 octobre 1957 par Robert Picard de La Vacquerie, il est nommé évêque titulaire de Theudalis (de) et évêque auxiliaire d'Orléans.
Il est nommé évêque coadjuteur de Langres en 1961. Le 15 janvier 1964 il succède à Louis Chiron comme évêque de Langres. 
Il participe comme père conciliaire aux 3e et 4e sessions du concile Vatican II.
De 1960 à 1978, il est évêque protecteur de la Fédération sportive de France (FSF) devenue Fédération sportive et culturelle de France (FSCF) en 1968.
Le 12 novembre 1970, il préside aux obsèques du général de Gaulle à Colombey les Deux Églises.
Il se retire le 5 août 1975.